# Lepismatidae
I lepismatidi (Lepismatidae Latreille, 1802) sono una famiglia di insetti Tisanuri, diffusa in tutto il mondo con circa 190 specie note.

## Descrizione
I corpi appiattiti, lunghi da 0,8 a 2 cm, sono di colore marroncino, si restringono alle estremità e sono generalmente ricoperti da scaglie di colore grigio o argentato.
Presentano occhi composti, ma non hanno ocelli.
Tutti i lepismatidi sono notturni. Alcune specie preferiscono i luoghi freschi e umidi, altre quelli caldi e asciutti.

## Biologia
Le femmine depongono le uova in fessure e crepe.

## Distribuzione e habitat
In tutto il mondo, soprattutto nelle regioni a clima più caldo, tra le chiome degli alberi, sotto le pietre e nelle caverne; alcuni vivono nei nidi di uccelli, nei formicai e nei termitai.
Le specie che vivono in ambiente domestico si nutrono di farina, tessuti, carta di libri e tappezzeria. Questa Famiglia comprende i comuni Lepisma saccharina e i Thermobia domestica, spesso presenti nelle abitazioni.

## Generi
I generi che appartengono alla famiglia Lepismatidae sono:
- Acrotelsa Escherich, 1905
- Acrotelsella Silvestri, 1935
- Allacrotelsa Silvestri, 1935
- Anallacrotelsa Mendes, 1996
- Anisolepisma Paclt, 1967
- Apteryskenoma Paclt, 1952
- Asiolepisma Kaplin, 1989
- Ctenolepisma Escherich, 1905
- Desertinoma Kaplin, 1992
- Gopsilepisma Irish, 1990
- Hemikulina Mendes, 2008
- Hemilepisma Paclt, 1967
- Heterolepisma Escherich
- Hyperlepisma Silvestri, 1932
- Isolepisma Escherich, 1905
- Lepisma Linnaeus, 1758
- Lepismina Gervais, 1844
- Lepitrochisma Mendes, 1988
- Leucolepisma Wall, 1954
- Mirolepisma Silvestri, 1938
- Monachina Silvestri, 1908
- Mormisma Silvestri, 1938
- Namibmormisma Irish, 1989
- Namunukulina Wygodzinsky, 1957
- Nebkhalepisma Irish, 1989
- Neoasterolepisma Mendes, 1988
- Ornatilepisma Irish, 1989
- Panlepisma Silvestri, 1940
- Paracrotelsa Paclt, 1967
- Peltiolepisma Ritter, 1910
- Primacrotelsa Mendes, 2004
- Prolepismina Silvestri, 1940
- Psammolepisma Irish, 1989
- Sabulepisma Irish, 1989
- Sceletolepisma Wygodzinsky, 1955
- Silvestrella Escherich, 1905
- Stylifera Stach, 1932
- Swalepisma Irish, 1989
- Thermobia Bergroth, 1890
- Tricholepisma Paclt, 1967
- Xenolepisma Mendes, 1981
- † Burmalepisma Mendes & Poinar, 2008
- † Cretalepisma Mendes & Wunderlich, 2013
- † Onycholepisma Pierce, 1951
- † Protolepisma Mendes & Poinar, 2013